# 蓝田郡
蓝田郡，中国北周时设置的郡。
北周孝闵帝元年（557年）置，治所在蓝田县（今陕西省蓝田县西、灞河西岸）。属雍州。辖境相当今陕西省蓝田县一带。建德二年（573年）废。